# 張季
张季，字文伯，五胡十六国后赵羌渠人。
张季通晓相术，他在石勒在位时，对石虎说：“明公之相，非人臣之骨”。石虎捂住他的嘴，说：“君勿妄言，族吾父子。”350年正月，后赵大将军石闵改后赵国号为卫，国姓改为李氏，改年号为青龙。武卫将军张季和太宰赵庶、太尉张举、中军将军张春、光禄大夫石岳、抚军石宁，以及公侯、卿、校、龙腾卫士等一万多人，全都从邺城逃到襄国。